# Anselmo Sáenz Valiente
Anselmo Sáenz Valiente (España, 24 de septiembre de 1755 - San Isidro (Buenos Aires), Argentina, 13 de noviembre de 1815) fue un comerciante español afincado en el Virreinato del Río de la Plata, que jugó un papel importante en la defensa de la ciudad de Buenos Aires en ocasión de las Invasiones Inglesas a la misma.

## Biografía
Se trasladó muy joven a Buenos Aires y trabajó como dependiente de comercio y posteriormente fue propietario de una pulpería. Tras años de comerciar en el mercado interno, pasó a participar en el comercio con España y llegó a ser uno de los comerciantes más ricos de la ciudad. En 1790 amplió su círculo familiar al casarse con Juana María Pueyrredon (1775-1812), hermana de Juan Martín de Pueyrredón. Ocupó cargos secundarios en el cabildo de la ciudad, hasta que en 1806 fue alcalde de segundo voto.
Al producirse la Primera Invasión Inglesa se mostró opuesto desde un principio a las nuevas autoridades. Se dedicó a organizar una vasta red de conspiración para expulsar a los invasores, formando un grupo de voluntarios, a los que dotó de disciplina militar. Reunió armas de todos los orígenes posibles, incluyendo contrabando y robo, además de reparar viejas armas abandonadas.
Varias semanas después de iniciar la organización de su grupo, supo que el exalcalde Martín de Álzaga estaba reuniendo un grupo similar. Cediendo a la superioridad organizativa – y financiera – de Álzaga, unió a los dos grupos bajo el mando de éste, a quien ayudó a formar un ejército secreto en la misma ciudad de Buenos Aires.
Cuando las fuerzas llegadas desde Montevideo, al mando de Santiago de Liniers, iniciaron la Reconquista de la ciudad, el ejército de Álzaga y Sáenz Valiente apareció de repente y sitió a las fuerzas de William Carr Beresford en la Fortaleza. Sáenz Valiente participó en la lucha, y lograron una rápida victoria.
Unos días más tarde apoyó a Liniers en la idea de firmar una falsa capitulación con Beresford, para que éste saliera mejor parado ante el alto mando británico. Álzaga se opuso a la misma, con lo que comenzaron los desacuerdos entre Álzaga y Liniers; Sáenz Valiente se mostró partidario de este último. Poco tiempo después, Beresford comenzó a reclamar indignado por el cumplimiento exacto de las disposiciones de la falsa capitulación que le había sido otorgada por lástima.
No participó en la Asonada de Álzaga de 1809 ni en la Revolución de Mayo del año siguiente. Resultó muy perjudicado por las sucesivas campañas de persecución contra los españoles que tuvieron lugar durante la primera mitad de la década de 1810, que incluía contribuciones forzosas y restricciones al ejercicio del comercio. De todos modos, fue el principal armador de la flota que comandó Juan Bautista Azopardo a principios de 1811. Fue acusado de haber participado en la conspiración de Álzaga de 1812, pero la acusación fue desestimada porque su enfrentamiento con éste era público.
Falleció en San Isidro, cerca de Buenos Aires, en septiembre de 1815.
Una calle de Buenos Aires fue designada con su nombre en 1808. La nomenclatura de 1808 persistió hasta 1822.